# 8-ammino-7-ossononanoato sintasi
La 8-ammino-7-ossononanoato sintasi è un enzima appartenente alla classe delle transferasi, che catalizza la seguente reazione:
6-carbossiesanoil-CoA + L-alanina ⇄ 8-amino-7-ossononanoato + CoA + CO2
L'enzima è una proteina contenente piridossalfosfato.